# تپه کردآباد شماره ۳
تپه کردآباد شماره ۳ مربوط به سده‌های اولیه، میانه و متاخر دوران‌های تاریخی پس از اسلام است و در شهرستان کبودرآهنگ، بخش مرکزی، دهستان حاجیلو، ۳۰۰ متری شمال و شمال غربی روستای کردآباد واقع شده و این اثر در تاریخ ۳۰ بهمن ۱۳۸۶ با شمارهٔ ثبت ۲۱۱۹۰ به‌عنوان یکی از آثار ملی ایران به ثبت رسیده‌است.